# Germano Haiut
Germano Haiut (Recife, 1938) é um ator brasileiro.
Filho de imigrantes judeus oriundos da Bessarábia, atual Moldávia, iniciou sua carreira de ator no Teatro do Estudante Israelita de Pernambuco.

## Carreira

### Televisão
| Ano  | Título                  | Papel                |
| ---- | ----------------------- | -------------------- |
| 2007 | A Pedra do Reino        | Edmundo Swendson     |
| 2014 | Amores Roubados         | Antônio Vieira Braga |
| 2018 | Treze Dias Longe do Sol | Dr. Baretti          |

### Cinema
| Ano  | Título                                       | Papel               |
| ---- | -------------------------------------------- | ------------------- |
| 1978 | Batalha dos Guararapes                       | General Artichofsky |
| 1983 | Parahyba Mulher Macho                        | Tião                |
| 1997 | Baile Perfumado                              | Ademar Albuquerque  |
| 1998 | Clandestina Felicidade                       | Pai                 |
| 1999 | O Brasil em Curtas 06 - Curtas Pernambucanos |                     |
| 2001 | Assombrações do Recife Velho                 |                     |
| 2006 | O Ano em que Meus Pais Saíram de Férias      | Shlomo              |
| 2009 | Rosa e Benjamin                              | Benjamin            |
| 2009 | São                                          | Pai                 |
| 2010 | Reflexões de um Liquidificador               | Onofre              |
| 2010 | Quincas Berro D'Água                         | Tio Eduardo         |
| 2012 | País do Desejo                               |                     |
| 2012 | Eles Voltam                                  | Avô                 |
| 2013 | Jogo das Decapitações                        | Alfredo             |
| 2019 | Recife Assombrado                            | Dr. Antônio         |
| 2023 | As Manhãs de Majer                           | Majer               |